# London County Hall
London County Hall (LCH) - County Hall, budynek w Lambeth, dawna siedziba lokalnych władz Londynu: London County Council (LCC -  rada hrabstwa Londyn), a później Greater London Council (rada Wielkiego Londynu). Budowla znajduje się na brzegu Tamizy, na północ od Westminster Bridge, w kierunku zachodnim ku City of Westminster, niedaleko Pałacu Westminster, w pobliżu stacji metra Waterloo i Westminster. Obecnie w budynku  mieszczą się siedziby różnych przedsiębiorstw i instytucji: Dalí Universe, Sea Life London Aquarium, centrum London Eye, hoteli Premier Inn, Marriott i in.
Sześciokondygnacyjny budynek został zaprojektowany przez Ralpha Knotta w stylu edwardiańskiego baroku (Edwardian Baroque architecture). Budowlę z wapienia portlandzkiego (portland stone) wykonała firma Holland, Hannen & Cubitts, znana z wykonania wielu innych londyńskich budowli. Budowę rozpoczęto w 1911 r., a otwarcia dokonał Jerzy V w 1922 r.